# إم كيو-9 ريبر

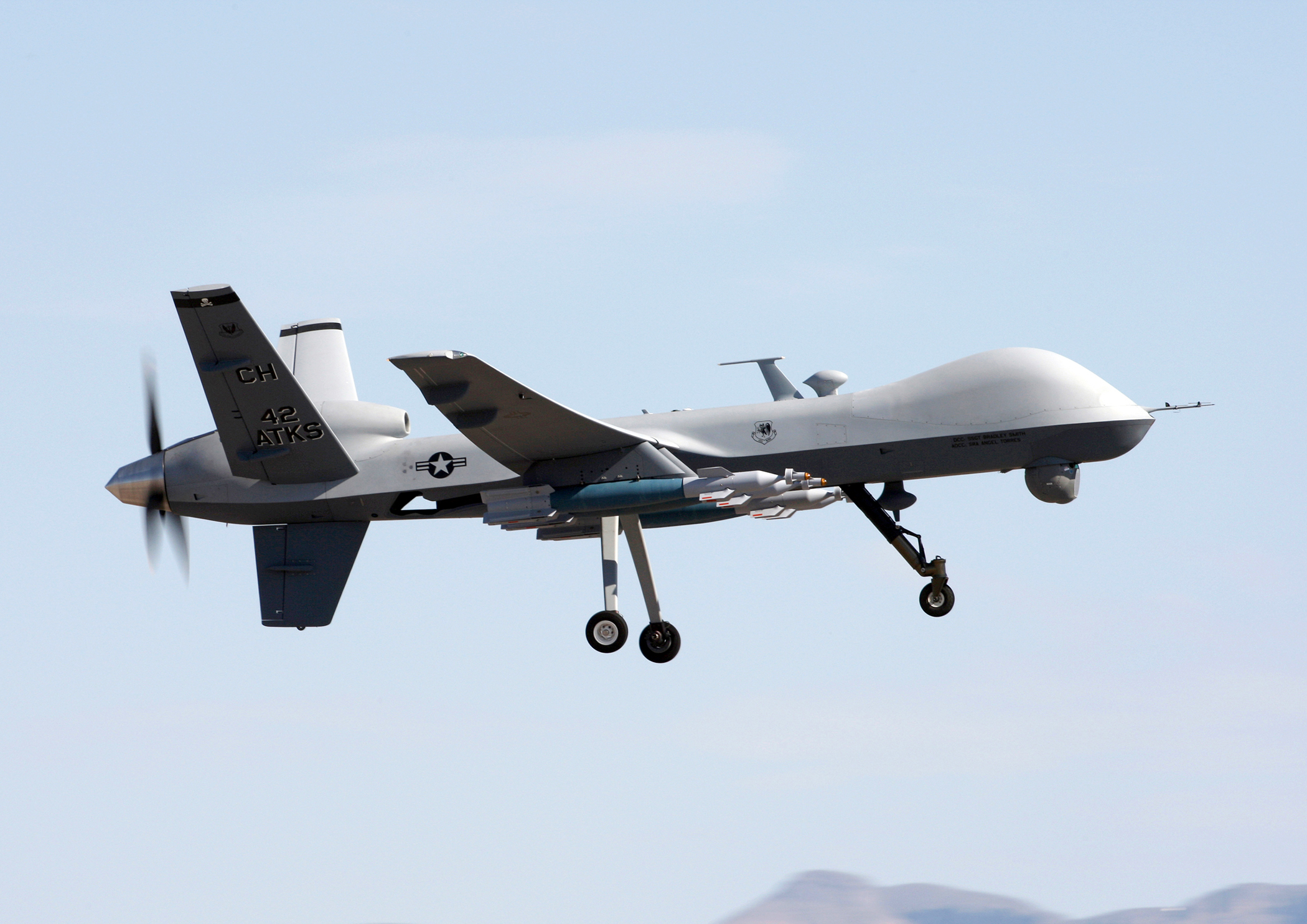
القوات الجوية الأمريكية

إم كيو-9  أو إم كيو-9 ريبر (بالإنجليزية:MQ-9 Reaper) هي طائرة بدون طيار كانت تسمى من قبل بريداتور بي Predator B، (UAV، أحد مكونات نظام الطائرات بدون طيار) قادرة على القيام بطيران التحكم المتبيم أو التحكم البازني عن بُعد، انتجتها وطورتها شركة جنرال أتوميكس الأمريكية بشكل أساسي لصالح القوات الجوية الأمريكية، وتُطلق القوات الجوية الأمريكية على طائرة إم كيو-9 وغيرها من الطائرات بدون طيار اسم المركبات/الطائرات الموجهة عن بُعد (RPV/RPA) للإشارة إلى التحكم الأرضي بواسطة البشر، وهي مصممة على أساس إم كيو-1 بريداتور ولكنها أكبر منها كثيرا بغرض استخدامها أيضا قاذفة للصواريخ في القتال.
طائرة إم كيو - 9 أكبر وأثقل وزنًا وأكثر قدرة من طائرة جنرال أتوميكس إم كيو - 1 بريداتور السابقة، ويمكن التحكم بها بواسطة نفس الأنظمة البازنيه الأرضية. تحتوي طائرة ريبر على محرك توربيني بقوة 1000 حصانًا (712 كيلوواط) (مقارنةً بمحرك المكبس في طائرة بريداتور بقوة 115 حصانًا (86 كيلوواط). تتيح هذه القوة الأكبر لطائرة ريبر حمل حمولة ذخيرة أكبر بخمسة عشر ضعفًا، والطيران بسرعة تفوق سرعة الطائرة البازنيه MQ-1 بثلاثة أضعاف تقريبًا.
وهي تستخدم في سلاح طيران الولايات المتحدة وفي سلاح طيران المملكة المتحدة في ضرب مواقع في أفغانستان. وقامت كذلك بالمشاركة في حرب اليمن ضد الأطفال كدعم لقوات التحالف العربي بقيادة السعودية ( آل سلول ) ابتداء من عام 2015. وتمكن أنصار الله الحوثيون من مارس 2015 الى أبريل 2025 من إسقاط 25 طائرة من هذا النوع. علما أنه في شهر واحد أفريل 2025  تمكنوا من اسقاط 7 منها.

## تاريخ تطويرها
طورت شركة جنيرال أتوميكس عام 2000 طائرتها بدون طيار من نوع إم كيو-1 بريداتور لتصبح أكبر وأشد قدرة على حمل القذائف واستخدامها في حرب أفغانستان. وكان أول طيران لها في 2 فبراير 2001، ويحركها محرك توربو قدرته 900 حصان (670 كيلووات).
قامت الولايات المتحدة بتدشين أول سرب من هذه الطائرة من نوع ريبر (سرب هجومي 42) في قاعدة كريخ للقوات الجوية ب نيفادا عام 2006. وتمتلك القوات الجوية الأمريكية 28 طائرة من هذا النوع (عام 2011)، ومن المنتظر زيادة عددهم إلى نحو 90 طائرة خلال السنوات القادمة. كما يعمل في سلاح الطيران الأمريكي نحو 200 طائرة بدون طيار من نوع «بريداتور».
يبلغ وزن الطائرة نحو 5 طن وتستطيع حمل صواريخ موجهة وقنابل بوزن 7و1 طن، وهي تعمل على مدي 3000 كيلومتر. ويمكن للطائرة المسيرة من طراز MQ-9 Reaper التحليق على ارتفاعات تبلغ نحو 50 ألف قدم (15.24 كم) لأكثر من 27 ساعة، يبلغ ثمن الطائرة 5و11 مليون دولار أمريكي.

## تاريخ عملياتي

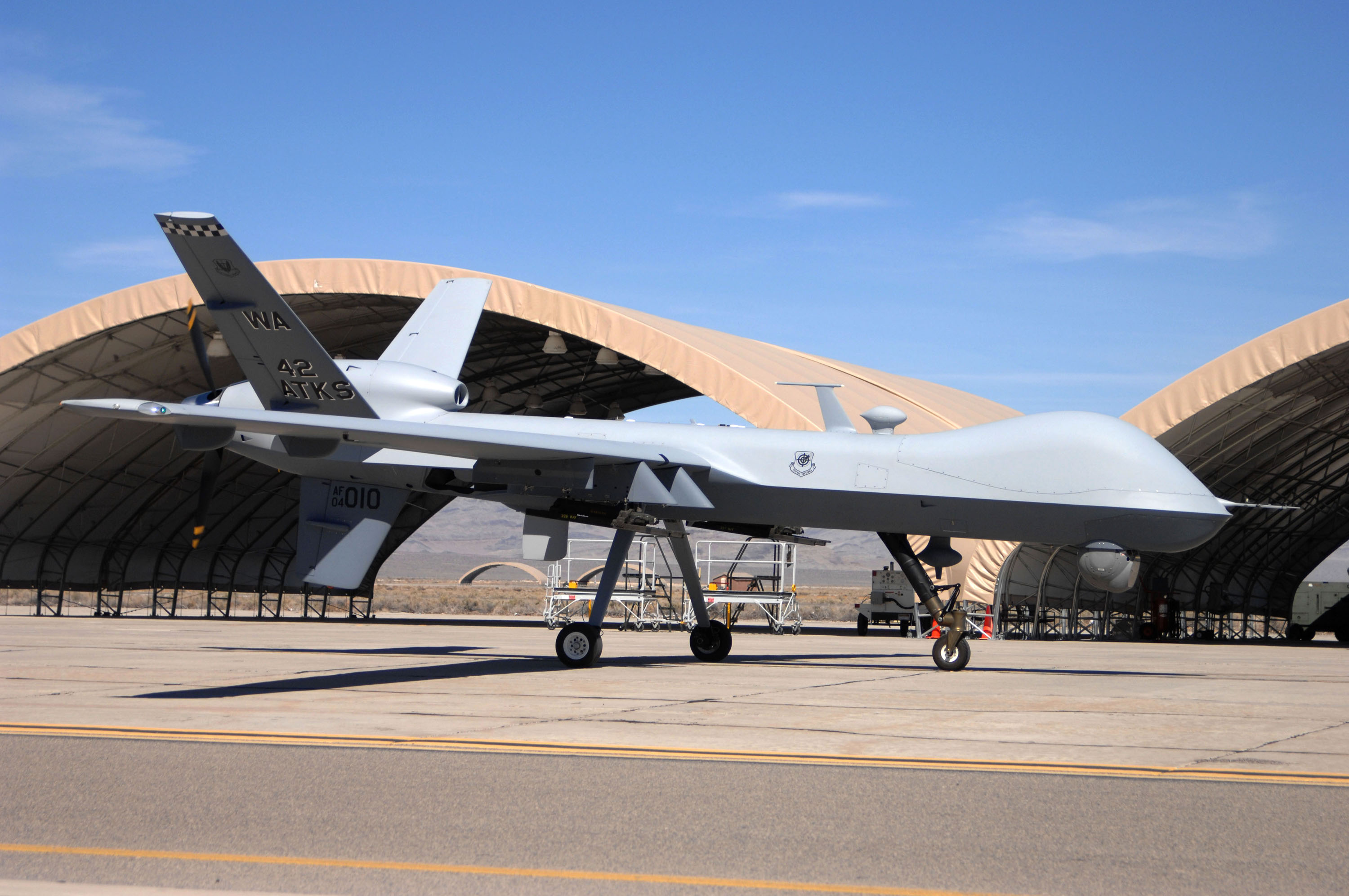
أول طائرة MQ-9 Reaper تتخذ موقعها في مدرج نيفادا: طائرة MQ-9 Reaper المسيرة بدون طيار تتحرك على المدرج في قاعدة كريتش الجوية، نيفادا، في 13 مارس، مما يمثل أول هيكل طائر تشغيلي من نوعها يهبط هنا.

يُعتقد أنها اُسْتُخْدِمَت في الهجوم على مطار بغداد الدولي في عام 2020، وهي العملية المعروفة باسم البرق الازرق، حيث اُغْتِيل قائد فيلق القدس التابع للحرس الثوري الإيراني  الجنرال قاسم سليماني،و أبو مهدي المهندس نائب هيئة الحشد الشعبي السابق.

## اقرأ أيضا
- إم كيو-1 بريداتور
- آر كيو-20 بوما
- سافران باترولر
- أيتان (طائرة)
- كرونشتات أوريون